# Dan Dierdorf
Daniel Lee Dierdorf (Canton, 29 giugno 1949) è un ex giocatore di football americano statunitense, inserito nella Pro Football Hall of Fame nel 1996.

## Carriera
Dierdorf mosse i suoi primi passi nel football alla Glenwood High School di Canton (ora GlenOak High School) e svolse tutta la sua carriera a livello universitario alla Michigan State University; nei suoi tre anni da titolare la squadra ottenne un record di 25 vittorie e 6 sconfitte e vinse il torneo della Big Ten Conference nel 1969. A livello individuale venne nominato All-American nel 1970 e convocato nel College All-Star Game nel 1971.
Scelto al secondo giro (43º posto assoluto) del Draft NFL 1971 dai St. Louis Cardinals, con questi disputò tutta la sua carriera professionistica, giocando 160 incontri in 13 stagioni. Inizialmente tackle di sinistra e guardia, a partire dal 1974 venne impiegato come tackle di destra titolare; nel 1982 fu invece il centro titolare, divenendo riserva nel 1983, suo ultimo anno di attività. 
Tra i primati conseguiti, quello del minor numero di placcaggi del quarterback (sack) concessi dalla linea di cui faceva parte, soltanto 8 nella stagione 1975, mentre non concesse alcun sack a livello personale per due intere stagioni consecutive (1976 e 1977).

## Palmarès
- 5 convocazioni come AFL All-Star, ininterrottamente dal 1975 al 1978 e nel 1980
- 6 convocazioni per il Pro Bowl, ininterrottamente dal 1974 al 1978 e nel 1980
- Formazione ideale della NFL degli anni 1970